# Gorazd Vidrih
Gorazd Vidrih, slovenski obramboslovec, politik, * 2. november 1958.
Med 15. januarjem 1994 in 20. marcem 1997 je bil državni sekretar Republike Slovenije na Ministrstvu za obrambo Republike Slovenije.